# Władimir Fiodorowicz Nazimow
Władimir Fiodorowicz Nazimow, ros. Владимир Федорович Назимов (ur. 1872, zm. 3 lutego 1949 w Monachium) – rosyjski wojskowy (generał major), oficer Rosyjskiego Korpusu Ochronnego podczas II wojny światowej

## Życiorys
W 1896 ukończył Korpus Paziów. Służył w 182 Grochowskim Pułku Piechoty. Uczestniczył w I wojnie światowej. 1 czerwca 1915 w stopniu kapitana został odznaczony Orderem Św. Jerzego 4 stopnia. W grudniu 1917 wstąpił do nowo formowanej Armii Ochotniczej. 8 stycznia 1918 objął funkcję zastępcy dowódcy Samodzielnego Batalionu Studenckiego w Rostowie nad Donem. Brał udział w pierwszym marszu kubańskim. Pod koniec marca został dowódcą 2 Batalionu Pułku Oficerskiego. Awansował do stopnia pułkownika. Objął funkcję zastępcy 1 Oficerskiego generała Markowa Pułku. W latach 1919–1920 walczył w składzie Markowskiej Dywizji Piechoty. Otrzymał awans na generała majora. W połowie listopada ewakuował się wraz z wojskami Białych z Krymu do Gallipoli. Na emigracji zamieszkał w Bułgarii, a następnie Jugosławii. Po zajęciu kraju przez wojska niemieckie w kwietniu 1941, wstąpił do nowo formowanego Rosyjskiego Korpusu Ochronnego. Po zakończeniu wojny zamieszkał w zachodnich Niemczech.